# Rhabinogana cloanthoides
Rhabinogana cloanthoides là một loài bướm đêm trong họ Noctuidae.